# Črna (Savinja)
Črna je potok v Logarski dolini in je eden od izvirov reke Savinje. Voda, ki pod slapom Rinka ponikne, izvira pod skalami temno sivega apnenca. Potok je dobil ime po temni nepropustni glini, ki je zapuščina nekdanjega ledeniškega jezera.
Črna je slovenski hidrološki naravni spomenik.